# The Last Full Measure
A The Last Full Measure a svéd Civil War power metal együttes 2016-ban megjelent harmadik stúdióalbuma.

## Az album dalai
|     | Cím                                | Hossz |
| --- | ---------------------------------- | ----- |
| 1.  | "Road to Victory"                  | 4:44  |
| 2.  | "Deliverance"                      | 5:26  |
| 3.  | "Savannah"                         | 4:10  |
| 4.  | "Tombstone"                        | 3:15  |
| 5.  | "America"                          | 5:26  |
| 6.  | "A Tale That Never Should Be Told" | 6:06  |
| 7.  | "Gangs of New York"                | 4:07  |
| 8.  | "Gladiator"                        | 3:22  |
| 9.  | "People of the Abyss"              | 4:07  |
| 10. | "The Last Full Measure"            | 6:27  |
| 11. | "Strike Hard Strike Sure"          | 3:57  |
| 12. | "Aftermath"                        | 5:02  |